# BH Air
BH Air („Балкан Холидейс Еър“) е чартърна авиокомпания със седалище в София.
Извършва полети до Великобритания, Скандинавия, Германия, Италия и Швейцария, както и до други летища в Европа, както и в Африка, Близкия и Далечния изток, презокеански полети. В България извършва полети от София, Варна, Пловдив и Бургас. През зимния сезон базово е Летище София, а през летния – Летище Бургас. С наемането на по-голям самолет Еърбъс A330 през 2014 г. компанията планира полети до САЩ. Тези полети така и не се осъществяват. С Airbus A330 извършват само чартърни полети до 2017 г.

## История
BH Air е основана през 2001 г. и започва да работи през януари 2002 г. с чартърни полети до София, Пловдив, Бургас и Варна по договор от туроператора на Обединеното кралство „Балкан Холидейз ООД“ (Без връзка с BH Air). Авиокомпанията започва да лети с единичен Туполев Ту-154М, а броят на самолетите се увеличава до четири няколко месеца по-късно. През лятото на 2003 г. първият Airbus е пуснат в експлоатация. По-късно авиокомпанията наема още три Airbus A320, а флотът се увеличава до осем самолета – четири Ту-154М и четири А320. През 2004 г. авиокомпанията започва да изпълнява чартърни полети за Balkan Holidays, Kuoni, TUI и голям брой по-малки туроператори. За 2004 г. BH Air е превозила около 400 000 пътници до и от България.
През 2005 г. BH Air подписва двугодишен договор за мокър лизинг с Virgin Group. Това довежда до създаването на нова авиокомпания в Нигерия – Virgin Nigeria. Самолетите на BH Air са оперирали и за Air Arabia и Pacific Airlines. През 2006 г. авиокомпанията пенсионира своите Ту-154. През 2007 г. след работата с Virgin Group и натрупването на опит, BH Air участва в създаването на нова авиокомпания в Шри Ланка – Mihin Lanka. Компанията изпълнява и частни бизнес полети с един Gulfstream G550 и един Gulfstream G200. Самолетите се експлоатират главно за Първа инвестиционна банка като частни самолети. На 17 януари 2013 г. компанията получава освобождаване от Министерството на транспорта на Съединените американски щати (DoT) за полети до САЩ, специално до Ню Йорк (JFK) и Чикаго (ORD), както компанията поиска в молбата си за DoT през ноември 2012.
През юли 2014 г. авиокомпанията доставя първия си Airbus A330-223 (LZ-AWA). Самолетът се използва за директни полети на дълги разстояния от София до градове в САЩ като Ню Йорк и Чикаго. BH Air също използва самолета по натоварените маршрути през летните месеци до Обединеното кралство и други европейски дестинации. Към 2015 г. BH Air има над 250 служители, от които над 40 са пилоти и 100 са кабинен екипаж. През март 2015 г. се създава стратегически съюз със SkyGreece Airlines. Целта на този стратегически съюз е да засили тяхната роля на Балканите. От 30 юни 2015 г. BH Air стартира полети между Атина и Ню Йорк-JFK от името на SkyGreece Airlines като част от стратегическото им партньорство. Само месец след откриването на маршрута, SkyGreece обявява, че прекратява услугите за Ню Йорк на 1 септември 2015 г.

## Дестинации
| Държава            | Град                                                                                                   |
| ------------------ | --- |
| Обединено кралство | Лондон-Гетуик, Глазгоу, Хумберсайд, Абърдийн, Манчестър, Нюкасъл, Белфаст, Лийдс, Ийст Мидландс, Дърам |
| Швеция             | Гьотеборг-Ландветер                                                                                    |
| Дания              | Копенхаген, Билунд                                                                                     |
| Турция             | Анталия, Невшехир                                                                                      |
| Тунис              | Джерба, Енфидха                                                                                        |
| Египет             | Кайро, Хургада, Шарм ел Шейх                                                                           |
| Италия             | Бари                                                                                                   |
| Кипър              | Ларнака                                                                                                |
| С. Македония       | Скопие                                                                                                 |

## Въздушен флот

### Текущ флот
BH Air оперира с 3 Еърбъс А320 Към август 2023 г., флотът на BH Air се състои от самолети на средна възраст 17,3 години.

### Исторически флот
- Airbus A321-200
- Airbus A319-100
- Airbus A320
- Airbus A330-200
- Туполев Ту-154M

Един от самолетите Airbus A319 е отдаден на Авиоотряд 28.